# The Boys (bài hát của Nicki Minaj và Cassie)
"The Boys" là một bài hát được ghi âm bởi 2 nghệ sĩ người Mỹ Nicki Minaj và Cassie.
Nó được Cash Money, Young Money và Universal Republic phát hành vào ngày 13 tháng 9 năm 2012 dưới dạng đĩa đơn mở đường cho album tái bản Pink Friday: Roman Reloaded – The Re-Up của Nicki Minaj. Bài hát chỉ được phát hành tại Hoa Kỳ, Anh và Canada. Về thể loại nhạc, "The Boys" được chơi theo phong cách alternative dance, với bè bass và synthesizer to và mạnh kèm theo những khúc riff của guitar và rap.
"The Boys" được các nhà phê bình khen ngợi về lối hát và cấu trúc rap của Minaj kèm theo phần bè của Cassie. Bài hát xếp hạng 15 ở bảng xếp hạng R&B và hạng 113 ở bảng xếp hạng đĩa đơn tại Vương quốc Anh.

## Xếp hạng
| Bảng xếp hạng (2012)                     | Vị trí cao nhất |
| ---------------------------------------- | --------------- |
| Ireland (IRMA)                           | 99              |
| Hàn Quốc International Singles (Gaon)    | 94              |
| Anh Quốc (Official Charts Company)       | 113             |
| Anh Quốc R&B (OCC)                       | 15              |
| Hoa Kỳ Hot R&B/Hip-Hop Songs (Billboard) | 41              |

## Lịch phát hành
| Quốc gia       | Ngày                | Định dạng                        |
| -------------- | ------------------- | -------------------------------- |
| Hoa Kỳ         | 13 tháng 9 năm 2012 | Tải nhạc số                      |
| Vương quốc Anh | 14 tháng 9 năm 2012 | Tải nhạc số                      |
| Hoa Kỳ         | 25 tháng 9 năm 2012 | Đài phát thanh Urban và Rhythmic |